# Kámen (Kraslice)
Kámen (deutsch Stein am Hohen Stein) ist ein Ortsteil von Kraslice in Tschechien.

## Geographie

### Geographische Lage

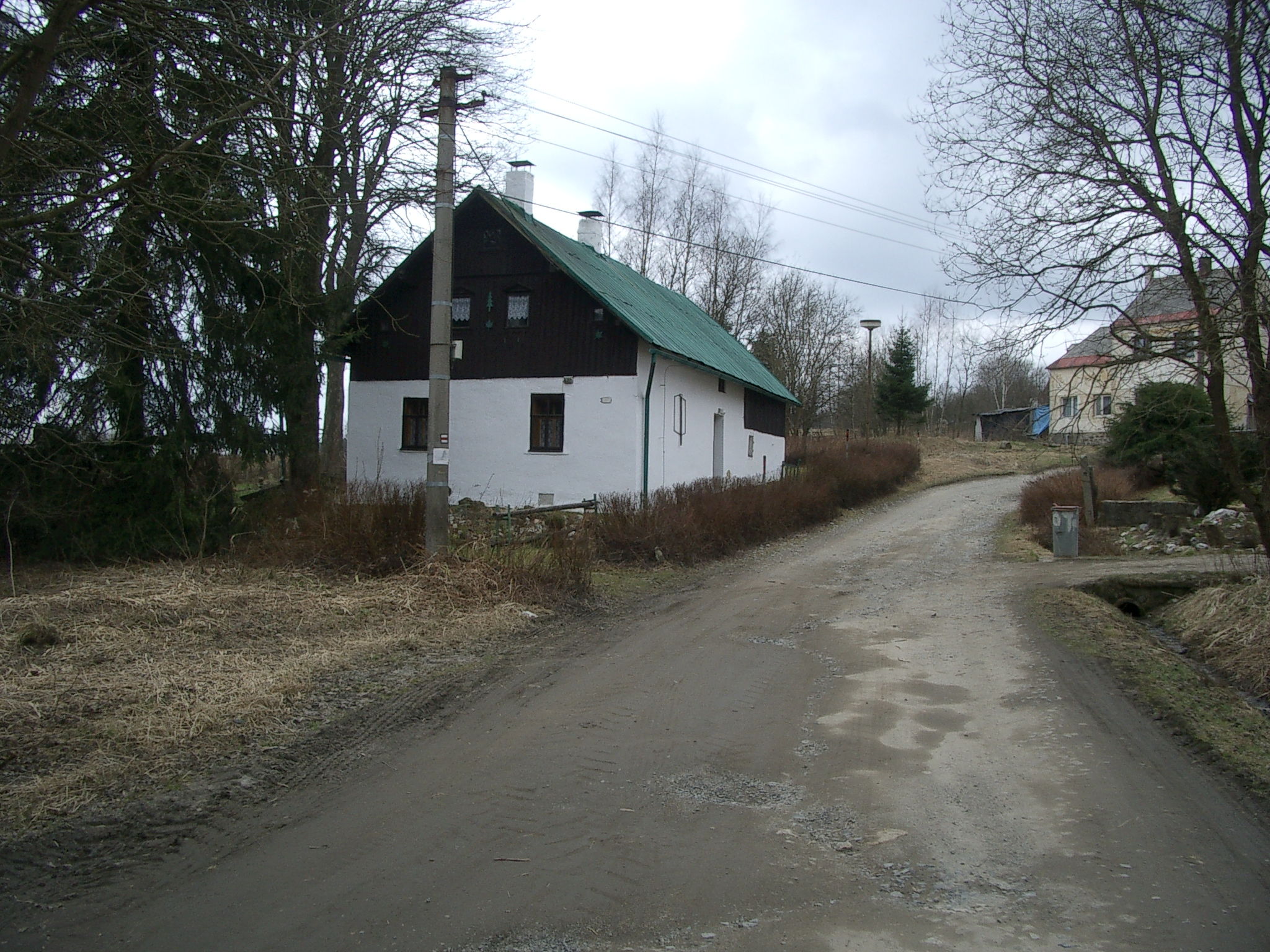
Ortseingang von Kámen aus Richtung Kostelní

Kámen liegt sechs Kilometer nördlich von Luby nahe der Grenze zu Deutschland im Okres Sokolov. Die Ortslage liegt auf 700 m n.m. am rechtsseitigen Hang des Baches Zadní Liboc direkt am östlichen Fuße des Vysoký kámen (773 m).

### Nachbargemeinden
Nachbarorte sind Počátky im Nordosten, Kostelní im Osten und Valtéřov im Süden. Westlich hinter der Grenze zu Deutschland liegt im Vogtlandkreis der Erlbacher Ortsteil Eubabrunn sowie im Nordwesten Erlbach.

## Geschichte
Der Ort wird im Jahre 1301 erstmals als Sitz eines Schutzherren der Vögte von Plauen mit dem Namen Villa Steyn schriftlich erwähnt. Der Ortsname Stein ist von der in der Nähe liegenden Felsengruppe Hoher Stein abgeleitet.
Bis 1850 gehörte das Dorf zur Herrschaft Schönbach und danach als Ortsteil zu Kirchberg. Im Jahre 1919 wurde Stein eine selbstständige Gemeinde. Wegen des nahe gelegenen „Hohen Steins“ war es vor allem bei Wanderern aus dem benachbarten sächsischen Vogtland ein beliebtes Ausflugsziel.
Nach dem Münchner Abkommen wurde der Ort dem Deutschen Reich zugeschlagen und gehörte bis 1945 zum Landkreis Graslitz.
Bevor nach dem Zweiten Weltkrieg die deutsche Bevölkerung vertrieben wurde, hatte Stein 45 Wohnhäuser und etwa 250 Einwohner. Wegen der Grenznähe kam es in der Folge nicht zu einer neuen Besiedlung und die Häuser verfielen.
Im Jahr 1976 wurde Kámen  nach Kraslice eingemeindet.
Ein großer Teil der Ortsflur wird von einem ansässigen Landwirtschaftsbetrieb als Weidefläche genutzt. Ställe und andere zum Teil verfallene landwirtschaftliche Gebäude prägen das Ortsbild.

### Einwohnerentwicklung
| Jahr | Einwohnerzahl |
| ---- | ------------- |
| 1869 | 133           |
| 1880 | 157           |
| 1890 | 191           |
| 1900 | 222           |
| 1910 | 251           |

| Jahr | Einwohnerzahl |
| ---- | ------------- |
| 1921 | 268           |
| 1930 | 251           |
| 1950 | 17            |
| 1961 | 10            |
| 1970 | 16            |

| Jahr | Einwohnerzahl |
| ---- | ------------- |
| 1980 | 4             |
| 1991 | 6             |
| 2001 | 11            |
| 2011 | 12            |

## Kultur und Sehenswürdigkeiten
- Felsengruppe Vysoký kámen
- Die Kirche des hl. Aegidius im benachbarten Kostelní, die eigentlich die Ortskirche von Stein ist, wird auch „Kirche zu Stein“ genannt.